# Hayanami (1942)
Hayanami (jap. 早波) – japoński niszczyciel typu Yūgumo służący w cesarskiej marynarce wojennej w czasie działań wojennych na Pacyfiku podczas drugiej wojny światowej. Wszedł do służby 21 lipca 1943 roku, 7 czerwca 1944 roku został jednak zatopiony z całą załogą na wschód od Borneo przez amerykański okręt podwodny typu Gato USS "Harder" (SS-257).